# ミャンマーにおけるアヘン生産
ミャンマーにおけるアヘン生産（ミャンマーにおけるアヘンせいさん）では、ミャンマーのアヘン生産について述べる。

## 歴史

世界の麻薬密造地帯。三角：本項。三日月：黄金の三日月地帯。

ミャンマーでは、アヘンは1519年にアラブ商人がマルタバン海岸に持ち込んだと記録されているが、それ以前から使用されていた可能性はある。16世紀にはミャンマーの「37人のナッ」の1人がアヘンの過剰摂取で死亡したという伝承が残っている。アヘン栽培は18世紀中頃、中国雲南省からミャンマーのシャン州やコーカン地域に広がり、主要な換金作物として栽培されつようになった。イギリス植民地時代には一部地域でアヘン栽培が制限されたが、シャン州東部やカチン州などの主要産地では合法のままだった。
1948年1月にミャンマーは「ビルマ連邦」として独立したが、すぐに全土で内戦に巻き込まれた。1950年1月、国共内戦に敗れた中国国民党軍がシャン州に侵入してきて、シャン州北東部に陣取り、軍資金稼ぎのために農民にアヘン栽培を奨励し、一気にアヘン栽培が拡がった。
1962年3月2日、ネ・ウィンは軍事クーデターを決行して、ビルマ連邦革命評議会が権力を握り、ビルマ社会主義計画党 (BSPP)による一党独裁と、ビルマ式社会主義に基づく国有化を手段とした統制経済を特徴とする体制が出来上がった。この経済政策により、闇経済がミャンマーに拡がり、アヘン取引が盛んになった。シャン州でカクウェーイェ（Ka Kwe Ye: KKY、「防衛」という意味）という制度を導入し、武装勢力と反乱軍と戦うことの見返りにシャン州内の政府管理のすべての道路と町をアヘン輸送のために使用する権利が与えたことも、この傾向を助長し、、1974年頃には、ミャンマー北東部、タイ北部、ラオスからなるアヘン栽培地域は、黄金の三角地帯と呼ばれ、世界の麻薬生産の3分の1を占めるアフガニスタンに次ぐ世界第2位の麻薬生産地となった。
1989年、国軍と長年対峙してきたビルマ共産党（CPB）が崩壊し、、ワ州連合軍（UWSA）、ミャンマー民族民主同盟軍(MNDAA)、シャン州東部民族民主同盟軍(NDAA)、カチン新民主軍  (NDA-K) に四分裂したが、政府はこれらの勢力と停戦合意を結び、他の少数民族武装勢力や民主派と協力しない代わりに、各勢力はそれぞれの地域の支配権を維持し、軍隊を保持し、あらゆるビジネスに従事することを許可するというKKY制度に酷似した約束をしたことにより、これらの地域でますますアヘン栽培、ヘロイン生産が盛んになった。
1996年以降、中国から圧力がかかったことにより、アヘン栽培・ヘロイン生産は減少傾向に転じた。2006年頃からまた上昇傾向に転じたが、2011年の民政移管後、経済成長が軌道に乗ったことにより2013年から再び減少傾向に転じ、2020年に一旦底を打った。しかしコロナ禍と2021年クーデターにより経済状況が著しく悪化したことにより、再び上昇傾向に転じ、2023年にはアフガニスタンを抜いて世界一のアヘン生産国となった。

ジャーナリストのコー・リン・チンは次のように述べている。
麻薬取引は、世界の特定の地域では多くの人々にとって、生活環境の改善と国家建設を同時に実現するための正当かつ論理的な取り組みになり得る。さらに麻薬取引はASEANの政治の重要部分であり、世界で最も孤立し戦争で荒廃した国の1つ（ミャンマー）に深く根ざしているため、そもそも麻薬取引の発展の原因となっている政治的および経済的問題を解決せずに、麻薬問題を永久に根絶することは不可能である。

## アヘンの栽培と売買

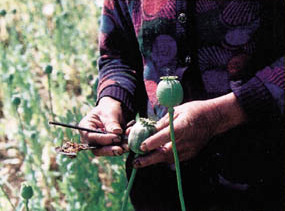
アヘン栽培

### アヘン農家
アヘンの栽培は耕す、種をまく、雑草を抜く、収穫するの四段階からなり、体力的には非常にきつい作業である。アヘンを栽培する人々には、大きく分けて中国人と非中国人がいるが、概して中国人農家のほうがより真剣に働き、収穫量が多い。アヘン栽培は小規模な農家が独立して行っており、大規模な組織が集団で行うということはない。
小石や砂がたっぷりと敷き詰められ、露がたっぷりと降り注ぐ、肥沃な土地を見つける必要があります。ケシ畑は、種を蒔く前に3、4回耕さなければなりません。種を蒔く時は、1人が先に種をまき、もう1人が後をついていって、柄の短い鍬で畑を軽く耕します。この作業で力を入れすぎると、アヘンはうまく育ちません。種を蒔いた後は、鳥が種を食べないように頻繁に畑に行かなければなりません。アヘンの苗が3、4枚の葉とともに出たら、初めて畑の雑草取りをします。これは非常に繊細な作業です。なぜなら、アヘンはまだ非常に小さいからです。最初の雑草除去は暖かく晴れた日に行う必要があります。雑草は通常、アヘンよりも早く成長するため、雑草を除去することが重要です。雨が十分に降らなければ、アヘン樹脂はあまり得られません。入念な除草に十分な労力がない場合、アヘンはうまく育ちません。畑全体を一度に収穫することはできません。球根を1つ1つ調べて、硬いか、または切り取れるくらい熟しているかを確認する必要があります。柔らかい場合は、まだ熟していません。最後に収穫する日は乾燥した日でなければなりません。通常、ある日球根を切り、翌日に戻ってアヘン樹脂を収集しますが、一晩中雨が降ると、アヘン樹脂は黒くなり、役に立たなくなります。アヘンの栽培は大変な仕事ですが、栽培しなければお金がありません（ワ州でアヘンを栽培する男性の話）
農家がアヘンによって得られる収入については、地域や栽培規模、収穫量、取引価格によって大きく変動し、具体的なデータにも乏しいが、ワ州における2001年の農家のアヘンによる年収は、地域によって113米ドル～1,742米ドルの間だった。
農民がアヘンを栽培する理由は、次のようにさまざまである。

#### 地理的条件と気候条件
アヘン栽培地のほとんどは、気候条件の厳しい高地に位置している。米の栽培には不向きであり、バナナ、コーヒー、お茶、トウモロコシのような換金作物は栽培可能だが、市場のある町から遠く離れており、道路状態が悪く、市場に行くためには車を借りるために高額なレンタル料を払わなければならないため、十分な収入が得られない。
この点、アヘンはこのような高地でも栽培可能であり、防腐剤なしで長期間保存可能で、ワインやウイスキーのように時間の経過とともに品質が向上し、値上がりを待って売りに出せるという利点がある。一般にアヘンは他の換金作物より価格が高い。また後述するようにアヘンは商人が村に直接買い付けにくるので、山を下りて市場のある町まで行く手間も省ける。ちなみにアヘンの栽培に適しているのは山の山頂ではなく、山の斜面の露が多い場所である。山頂に植えても、植物が成長し始めたときに雨が降らなければ、うまく育たず、鞘の中にアヘン樹脂もあまりできない。農家からケシ畑までは離れていることが多く、ケシ畑の近くに仮説小屋を立てて、そこで4～5日間寝泊まりしながら農作業をする人も多い。

#### 武力紛争と政情不安
アヘンの栽培が盛んな地域の大半は、慢性的な武力紛争と政情不安の影響を受けている。戦乱で土地を失った農民が、高地に移住してアヘン栽培を始めるケースがある。またたとえ戦乱が収まっても、後述するように武装勢力の支配下に置かれれば、その軍資金を確保するために農民にアヘン栽培を奨励するケースもある。このような地域では、栽培、保管、運送が容易なアヘンの栽培が好まれる。アヘンは種を撒いてから100日以内に収穫でき、高度な農具や農業技術が要らず、霜や干ばつに強い。戦闘が生じた場合でも、米袋ならば1つ担ぐのも難儀だが、アヘンであれば持ち運びや保管も簡単である。またこのような地域では、多くの農家にとって、アヘンは病気、戦災、子供の学費などの緊急の出費を賄うための保険のような存在ともみなされており、農家の中には、地面を掘って収穫したばかりのアヘンを一定量を地下に保管する人もいる。

#### 経済発展
逆に平和と安定、経済発展がアヘン栽培を助長するケースもある。2011年から2013年にかけてアヘンの年間生産量が610トンから870トンに増加しているが、これはテインセイン政権下で、大規模な農地開発と天然資源の採取が行われ、農民の土地が収奪された結果である。補償は不十分で、土地を失った農民は、低賃金の小作農になるか、高地に移住してアヘンを栽培するしか人生の選択肢はなかった。またシャン州のパオ自治区では、パオ民族軍（PNA）が政府と停戦合意を結んだことにより平和がもたらされたのはいいが、これにより地域が外国市場と統合され、この地域の農民の主作物だった葉巻たばこの葉の価格が外国産と競合して暴落したため、ケシ栽培に移行せざるをえなくなったという事態も発生した。

#### 信用不足
ミャンマーには、農民向けの政府融資プログラムが2つある。1つは農村開発局が運営する「Mya Sein Yaung（エメラルドグリーン）」、もう1つはミャンマー農業開発銀行が管理する農業融資プログラムである。しかしMya Sein Yaungから融資を受けるには、村は80世帯以上でなければならないが、高地にある村は規模が小さく、人々が散在しているのが常である。またミャンマー農業開発銀行は、土地保有証明書を持つ農家にのみ融資を行っているが、高地の村では慣習的な土地制度がまだ生きており、通常、土地登記書類を持っていない。ということで、このような地域の人々が融資を得るためには、月利が5％～20％の高利貸しから借りるしか選択肢がない。
しかしアヘン農家であれば、アヘンの栽培サイクルが他の作物よりも短く、アヘンの価格が高額で比較的安定しており、仮に貸し倒れになっても農家が保存しているアヘンをもらえば、それを売って換金できることから、月利5％～10%という比較的低利で融資を受けることができるという利点がある。

#### 伝統および医療用の利用
高地に住む人々は、近くに病院も薬局もないので、発熱、下痢、赤痢、痛み、咳などのさまざまな病気を治療するために、また飢えを和らげるために、伝統的にアヘンを使用してきた。
アヘンは私たちにとって欠かせない薬なので、これからもケシを栽培し続けたいと思っています。化学薬品は怖いです。さらに、牛や水牛が病気になった場合、アヘンを薬として使うこともできます。子供が病気や怪我をしている場合は、アヘンを水に薄めて体に塗ることができます。痛みを感じたら、溶かして飲むことができます。下痢の治療にも使えます。新鮮なアヘンと化学薬品は違います。新鮮なアヘンは医療目的に非常に役立ちます。合法的な作物としてアヘンを栽培する権利があれば良いと思います。
また高地では、アヘンは、新築祝い、収穫祭、結婚式、新年のお祝い、重要な社交や商談、葬儀などの社交行事で伝統的に使用されてきた。このような地域ではアヘン吸引が犯罪であるという意識は乏しい。

### アヘン商人
アヘン商人は小規模、中規模、大規模の3つに分類できる。
小規模商人
個人事業主か、または中規模商人に雇用されている。
辺鄙な山間の農家に徒歩で赴き、直接買い付けにも行くし、市場にアヘンを持ってきた農民から購入することもある。市場では他の商人との競合になるので、農家で購入するほうを好む。その際、対価は金銭であることもあれば、日用品で物々交換することもある。農家が山を下りて市場まで行ってそれらの物を購入する手間が省けるので、物々交換のほうが喜ばれる。
農家または市場で山岳少数民族の農民の相手をしなければならないので、このクラスの商人は自らも少数民族であることが多く、根気の要る仕事なので、あまり勤勉ではない若者や男性ではなく、中年の女性が多い。
このクラスの商人は、1回の取引、または1日の市場で、わずか数ヴィスしかアヘンを購入しない。2000年代中期で1シーズンあたり約2万元（2,430＄）～3万元（3,650＄）の収入があり、これはこの地域の他の職業に比べてかなり実入りの良い商売である。

#### 中規模商人
小規模商人からアヘンを購入して20～30ヴィス積み上げた後、大規模商人に売却する。小規模商人と中規模商人の取引はそれぞれの自宅で行われる。中規模商人が農家に直接買い付けに行くこともあるが、その際は車を使用する。小規模商人よりは中国人の割合が高い。小規模商人は収穫期にしか活動しないが、彼らは一年中アヘン取引を行い、アヘンの価格が上昇した時に売却する。

#### 大規模商人
1回の取引で数百ヴィスのアヘンを売買する商人である。このクラスの商人はヘロイン製造者にアヘンを売るか、彼ら自身がヘロイン製造者である。彼らは(1) 政府高官や軍司令官(2) 最高レベルの高官の家族または近親者 (3) 権力者と強いコネクションを持つ裕福で影響力のある人々であることが多い。中規模商人と同じく彼らも一年中アヘン取引を行う。
大規模商人がヘロイン製造者にアヘンを売りに行くのではなく、ヘロイン製造者が大規模商人の元にアヘンを買いにくる。商人が大量のアヘンを持って移動するのは容易ではないし、製造者にしてもヘロイン精製所の場所を知られたくないからである。
大規模商人は有力者なので、武装組織にアヘンを強奪されたり、当局にアヘンを没収される恐れはない。

### アヘンの「保護者」
アヘン栽培地域を支配下に置く地方政府、武装勢力などである。彼らはアヘンの奨励、課税、購入、取引を行うことによって、アヘン経済において重要な役割を果たしている。
彼らが存在するためには当然資金が必要だが、そのために支配下の農民にアヘン栽培を奨励する。そしてアヘンが収穫されると、それにアヘン税を課すが、既述のとおり、アヘンで支払わせることが多い。税で取り立てた以外のアヘンは農民が自由に売買できるが基本だが、中緬国境に近い場所では、誤ってアヘン喫煙者やヘロイン製造者の中国人の手に渡るのを防ぐという名目で、税として取り立てた以外のアヘンを市場価格より安い価格ですべて買い取る「保護者」もいる。税として取り立てたり、買い取ったアヘンは、より利益率の高いヘロインに精製してから売却されるが、アヘンを精製するのは「保護者」とは無関係な中国人ビジネスマンであることが多く、何か問題が起きても「保護者」に責任が及ばないようにしている。また「保護者」は、個人として、もしくはその親族にアヘン取引を行わせていることが多い。
ただ彼らは私腹を肥やすだけではなく、UWSAのパンカン、MNDAAのラオカイ(コーカン)、NDAAのモンラーを見ればわかるとおり、支配地域の学校、道路、発電所などの公共事業や慈善事業にも多額の資金を投入し、地元では尊敬の対象になっている。
このように「保護者」は政治家、犯罪者、ビジネスマンの役割を行き来して、正規経済と非正規経済の双方の人々と合法的または非合法的な取引の双方を行っている。さらにこの「保護者」を保護しているのが、ミャンマー政府であり、反政府的な少数民族武装勢力、ビルマ共産党（CPB）、アウンサンスーチー率いる国民民主連盟（NLD）との対決に集中するために、政府に親和的な武装勢力と停戦合意を結び、反政府武装闘争を止める代わりに、支配地域内の非合法ビジネスを含めた経済活動の自由を認め、その度にアヘン生産が盛んになったという経緯がある。

## アヘン根絶プログラム
麻薬根絶には、（１）麻薬を悪としてその根絶を目指し、密売人や中毒者を厳罰に処す根絶アプローチと（２）持続可能な代替生計手段を提供することで、麻薬の供給を減少させる代替開発アプローチ（Alternative Development：AD）がある。

### 根絶アプローチ
ミャンマー政府は伝統的に根絶アプローチを取ってきた。1974年からはアメリカの麻薬戦争の一環として、ロー・シンハンやクン・サなどの「麻薬王」掃討作戦が実施されたが、最終的に失敗に終わった。
その後も幾度となく根絶アプローチは試みられ、 2020年には2,000ヘクタール以上のアヘン畑が破壊されたと報告された。その90％以上はシャン州南部だった。しかしこの根絶アプローチには、代替生計手段を持たない農民を極貧に追い込み、アヘンを栽培する場所が移動するだけで根本的解決にならないという批判がある。
3年前、私たちの村の農民が、警察にアヘン畑を根絶された日に除草剤を飲んで自殺しました。残された彼の妻は2人の幼い子供を抱え、借金を返済するために土地を売らなければなりませんでした。彼女は夫を失い、土地を失い、すべてを失い、今は子供たちを育てるために臨時労働者として働いています。彼女の人生は本当に悲惨です。
それにもかかわらず政府だけではなく、武装勢力もこの根絶アプローチを取るケースがある。

カチン州では、2014年にカチン・バプティスト連盟（Kachin Baptist Convention）が、 カチン独立軍（KIA）の支援も受け、「禁止・除去」という意味の「パット・ジャサン（Pat Jasan）」運動を起こし、ケシ栽培を一掃し、薬物中毒者を時には殴打して私的逮捕し、強制的にリハビリセンターに送った。2016年2月にはケシ農家との間で衝突が起こり、双方で40人の負傷者が出る事件が起きた。
タアン民族解放軍（TNLA）やシャン州軍（南）（SSA-S）も伝統的に厳しい根絶アプローチを取っている。
ワ州連合軍（UWSA）も2005年に麻薬密売容疑でアメリカ連邦裁判所に起訴された後、2005年6月にワ州全域を麻薬禁止地域とし、アヘンの栽培、ヘロインおよびメタンフェタミンの製造、取引、密売を全面禁止すると発表したが、代替生計手段を用意せず、一律にケシ栽培を禁止にしたので、多くのケシ農家が極貧状態に陥る事態となった。

### 代替開発アプローチ
1992年から1996年にかけて、国連薬物犯罪事務所（UNDOC）は、シャン州東部で小規模なADプロジェクトを実施した。その後、UNDOCは、1996年からワ州で、2003年からワ州とコーカンでADプロジェクトを実施したが、2005年にUWSA幹部が麻薬密売容疑でアメリカ連邦裁判所に起訴されるに及び、プロジェクトは中止された。
1997年からは国際協力機構（JICA）が、アへンの代替作物としてソバの栽培プロジェクトを実施したが、市場までの距離と採算が合わないことが大きな障害となるという課題が生じ、2009年にコーカンで国軍とMNDAAとの間で戦闘が勃発し、2015年に再び激化したため、プロジェクトは中止に追い込まれた。
タイのメーファールアン財団（MFLF）は、2018年～2025年の予定でシャン州南部ピンラウン郡区でADプロジェクトを実施している。これは99村を対象に道路、灌漑、畜産基金、代替作物（コーヒー、トウモロコシ）などを支援し、麻薬問題解決と生計手段の提供を目指すものである。
ただし、 2013年から2017年にかけての麻薬撲滅に対する世界的支援に関するUNDOCの調査では、ミャンマーは年間340万～560万＄を受け取っていたが、これはアフガニスタン（7,700万～9億9,400万＄）、コロンビア（7,450万～1億5,360万＄）、ペルー（2,600万～3,520万＄）、ボリビア（50万～990万＄）と比較するとかなり少ない。その理由は、長年軍事政権が続き、経済制裁を受けてきたこと、1990年代以降、アメリカと欧州の麻薬市場におけるヘロインのほとんどがミャンマー産ではないことである。

## ヘロインの精製と流通

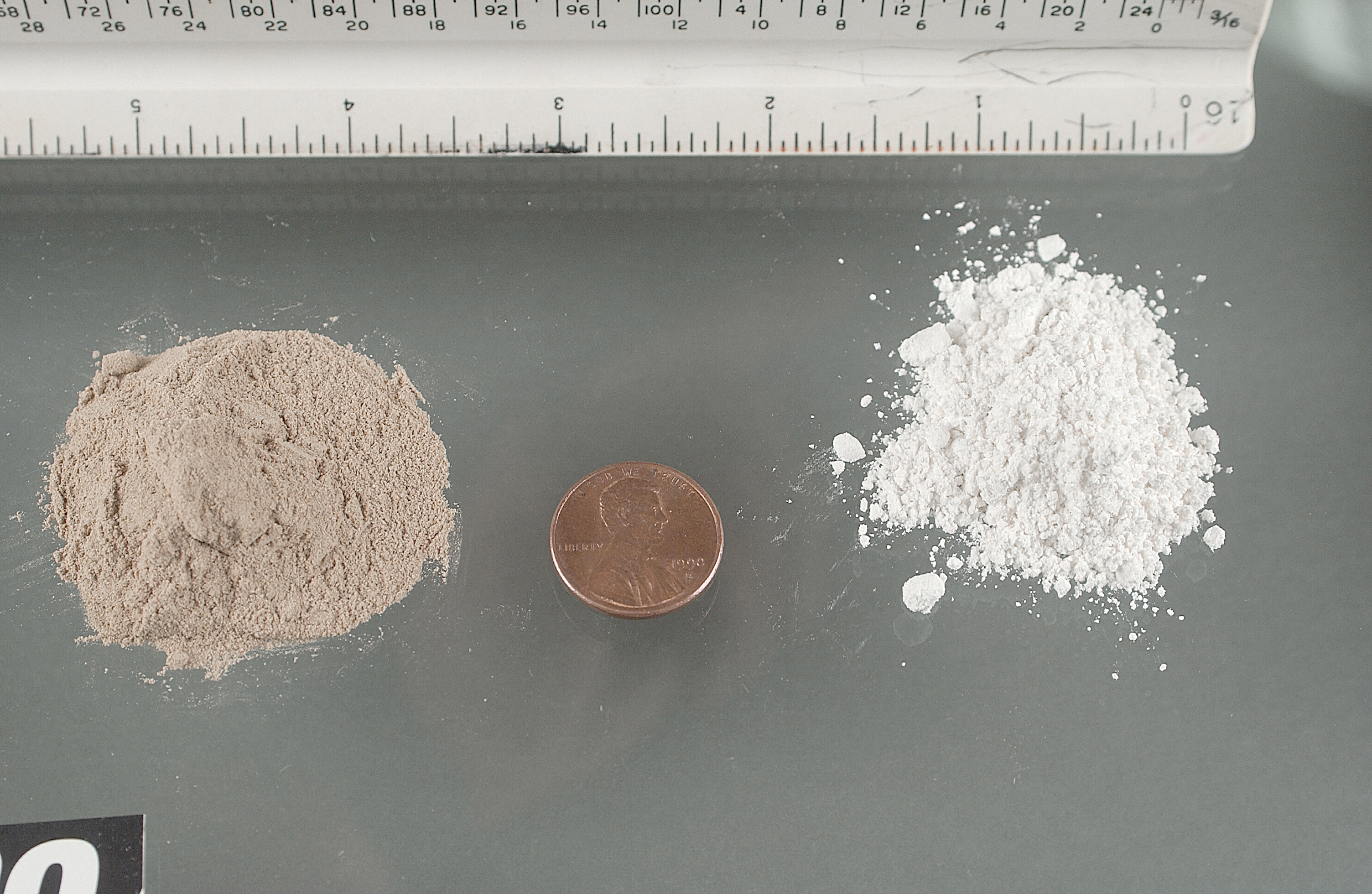
ヘロイン

### ヘロインの製造と取引
「保護者」と中国人ビジネスマンが共同で行う。
「保護者」はその政治力と軍事力によって、中国人ビジネスマンを保護する。具体的には、精製所を建設するのに適した場所を探し、精製所を警備する適切な人材（主に自軍の兵士）を派遣し、「製造料」を渡す人物を指定する。
一方、中国人ビジネスマンは起業資金を調達し、適切な化学者の選定し、無水酢酸などの必要な原料を輸入し、ヘロインの流通・販売ルートを確保する。金と適切なコネと知性を有している人物にしかできない仕事である。

### ヘロインの流通ルート

#### タイ・ルート
（ミャンマー → タイ → 《香港、台湾、マレーシアなど》 → 国際市場）
ミャンマー国内で精製されたヘロインは、主に泰緬国境まで運送され、その後、国境を越えてバンコクまで運送され、そこから飛行機で国際市場に輸送されるか、香港、台湾、マレーシア、シンガポールなどを経由して再び国際市場へ輸送される。
1996年にクン・サが政府に降伏するまで、ほとんどのヘロイン精製所は、彼の支配下にある泰緬国境地域の近くにあった。彼の失脚後、多くのヘロイン精製所が、ワ州やコーカンなどシャン州北東部に設立され、その結果、ヘロインの国際移動の第一歩は、そこから泰緬国境にまで運送することとなった。その際、政府または他の武装勢力の支配地域を通過しなければならない場合は、それぞれの支配地域の当局に賄賂を払う必要があった。

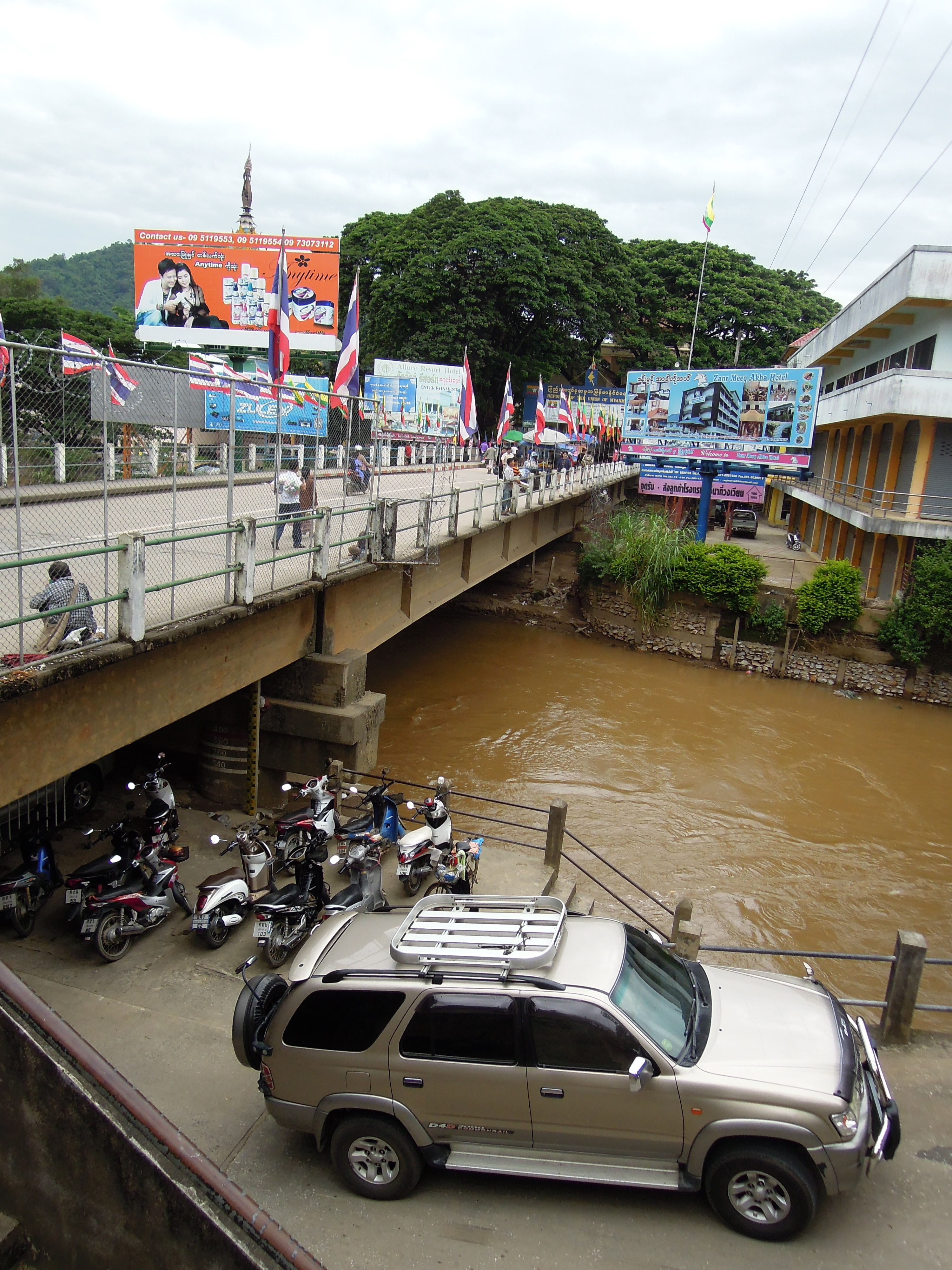
タチレクとメーサイの国境の間に架かっている橋

泰緬国境のミャンマー側に着いたら、ミャンマー側の運送業者がタイ側の地元有力者に賄賂を払い、件の有力者が国境沿いのラフ族、アカ族、リス族などの山岳少数民族や貧しい中国人の村に赴いて村長と話を付け、村人たちを運び屋に雇う。彼らが国境で逮捕される可能性はなかった。それ以外の者も、取り締まりの厳しくない時代は、たとえ発見されても罰金を払えば済んだ。
国境を越えると、タイ側の運送業者がバンコクまで車やトラックでヘロインを輸送する。タイの軍人・警察・政府高官に賄賂を払っていれば自由に、賄賂を払っていない者も取り締まりの厳しくない時代は、たとえ発見されても罰金を払えば済んだ。
バンコクに着いたヘロインは卸売業者によって、マレーシア、インドネシア、シンガポール、台湾などさまざまな国籍の麻薬密売人に販売され、空路・海路・陸路を使って国際市場に輸出される。かつてバンコクの巨大スラム街・クローントゥーイ区は、国内最大のヘロイン卸売市場として知られ、バンコクのドンムアン空港は、タイ国外へのヘロインの密輸によく利用されていた。

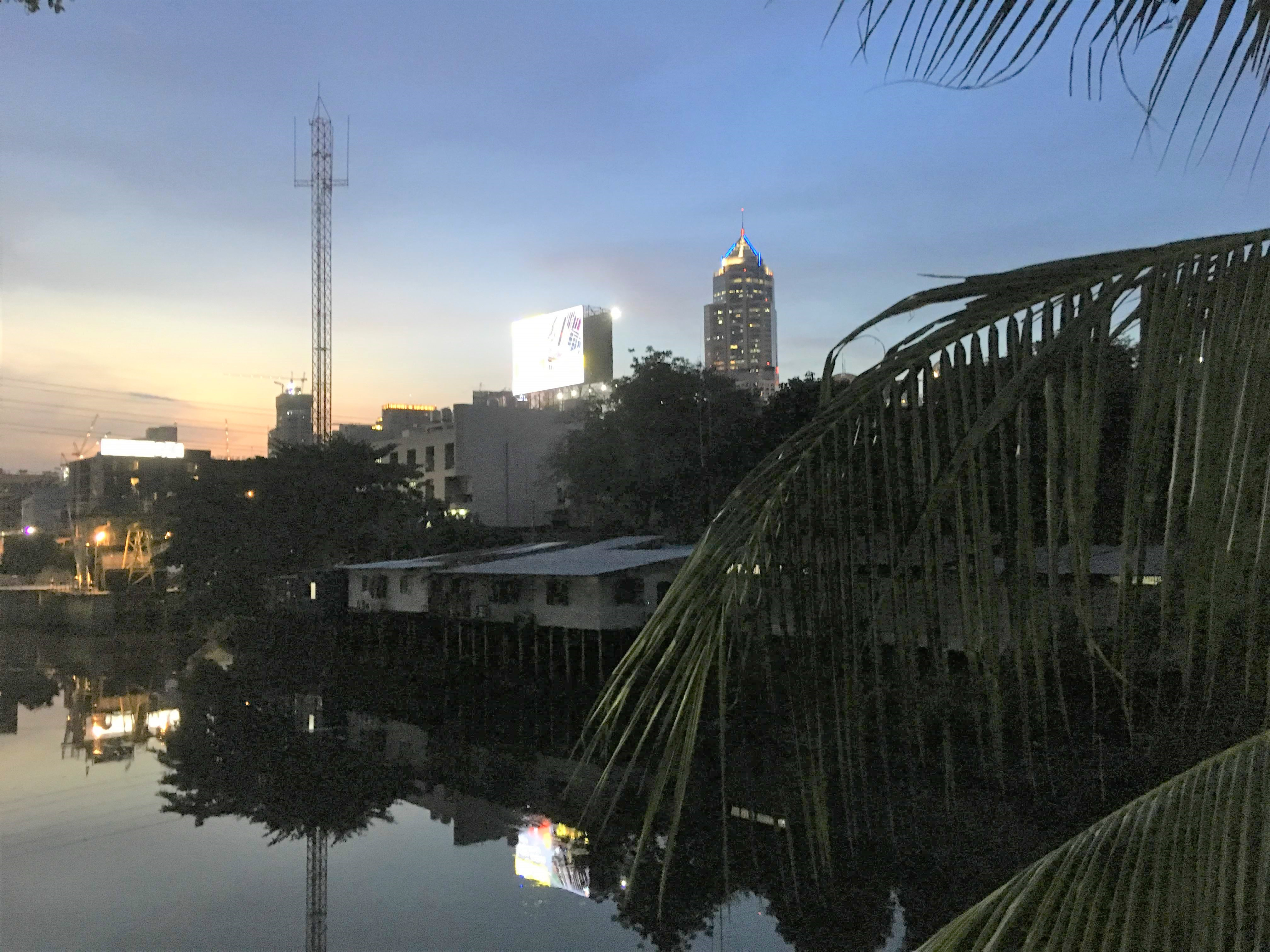
クローントゥーイ区

ヤーバーが流行し始めた1990年代からタイ国内の取り締まりが厳しくなり、タイ・ルートは衰退し始めたと言われている。

#### 中国ルート
（ミャンマー → 雲南省 → 貴州省 → 広西省 → 広東省 → 香港 → 国際市場）
1970年代後半に中国が門戸開放政策を採り、国境を開放して徐々に経済発展するにつれ、中国ルートが確立された。1988年8月6日にミャンマーと中国との間で二国間国境貿易協定が結ばれ、中緬国境貿易が盛んになると、徐々にミャンマーから中国ヘヘロインが流入するようになり、1989年以降、UWSA、MNDAA、NDAAといった旧ビルマ共産党の各武装組織がヘロインの製造を始めると、その量は爆発的に増加した。中国当局の発表によると、当局が押収したヘロインの量は、1980年代はほとんどなかったのに1995年は2.376トン、1996年は4.347トン、1997年は5.477トンにも上った。
中国ルートが発展した理由は、他に（１）中国の経済発展に伴い中国の麻薬中毒者が増加したこと（２）黄金の三角地帯の麻薬密売人のほとんどは中国系だが、彼らにとっては地理的な近さ (ワ州、コーカン、モンラーの各地域の主要な町はすべて中緬国境沿いにある)、道路状況の良さ、言語や習慣への親しみやすさなどから、中国ルートの方がタイルートより断然有利ということがあった。
最大のヘロイン製造地域だったUWSAが、度々中国から警告を受けたことにより、中国ルートは1996年以降一旦下火になったが、2000年に泰緬国境でミャンマー、タイ双方の国境警備隊が衝突し、国境が封鎖されると再び活発になった。
注意が必要なのは、ヘロインの精製所から出荷されて海外の路上にまで移動する間、単一の個人または組織の管理下にあることは滅多にないということである。これらの組織は、個別の製造業者、金融業者、ブローカー、輸出業者、輸入業者、販売業者などの多数の独立した仲介業者によって構成されている。例えば香港は、現在でもヘロイン取引の重要な国際中継地だが、麻薬専門家の多くは、香港の有力な犯罪組織である新義安や14Kなどの三合会が、組織としてヘロインの密売に関与しているとも、三合会メンバー個人がヘロイン取引を支配しているとも考えていない。彼らにとって麻薬取引はリスクが高すぎるのだ。麻薬密売に関わっているのは、プロの犯罪者でも犯罪組織のメンバーでもなく、ヤンゴン、バンコク、昆明、香港、ニューヨークで政治、軍隊、裏社会、合法的なビジネス部門で同時に主要な役割を担っている人々である。ジャーナリストのコー・リン・チンとシェルドン・チャンは、そのネットワークを「水平構造で流動的で日和見主義的である」と表現している。